# DEFA5
DEFA5 (англ. Defensin alpha 5) – білок, який кодується однойменним геном, розташованим у людей на короткому плечі 8-ї хромосоми. Довжина поліпептидного ланцюга білка становить 94 амінокислот, а молекулярна маса — 10 071.
| 10         |  | 20         |  | 30         |  | 40         |  | 50         |
| ---------- |  | ---------- |  | ---------- |  | ---------- |  | ---------- |
| MRTIAILAAI |  | LLVALQAQAE |  | SLQERADEAT |  | TQKQSGEDNQ |  | DLAISFAGNG |
| LSALRTSGSQ |  | ARATCYCRTG |  | RCATRESLSG |  | VCEISGRLYR |  | LCCR       |

A: Аланін

C: Цистеїн

D: Аспарагінова кислота

E: Глутамінова кислота

F: Фенілаланін

G: Гліцин

I: Ізолейцин

K: Лізин

L: Лейцин

M: Метіонін

N: Аспарагін

Q: Глутамін

R: Аргінін

S: Серин

T: Треонін

V: Валін

Кодований геном білок за функціями належить до антибіотиків, антимікробних білків, фунгіцидів. 
Локалізований у цитоплазматичних везикулах.
Також секретований назовні.